# Крымский (Усть-Донецкий район)
Крымский — хутор в Усть-Донецком районе Ростовской области.
Является административным центром Крымского сельского поселения.

## География
В окрестностях хутора находится примечательный лесной массив Крымская дубрава, состоящий из лиственных пород деревьев, смешанного типа, с преобладанием дубов, клёнов и карагача. Является естественным природным байрачным лесом, покрывшим склоны балки Крымской (балки Власова).
Уличная сеть
| - ул. Васильковая, - ул. Дачная, - ул. Запорожская, - ул. Звездная, - ул. Калиновская, - ул. Мостовая, - ул. Пушкинская, | - ул. Садовая, - ул. Центральная, - ул. Черемушки, - ул. Широкая, - пер. Восточный, - пер. Звездный, - пер. Казачий, | - пер. Ключевой, - пер. Короткая, - пер. Лазурный, - пер. Лесхозный, - пер. Молодёжный, - пер. Невский, - пер. Охотничий, | - пер. Прохладный, - пер. Прямой, - пер. Родниковый, - пер. Рождественский, - пер. Северный, - пер. Соколовский, - пер. Южный. |

## История
Возле хутора обнаружено в 1976 году исторические поселения Самсоновское и  Крымское городище.

## Население
| 2010 |
| ---- |
| 1164 |

## Достопримечательности
- Памятник В. И. Ленину[2].
- Церковь иконы Божией Матери «Одигитрия» ― православный храм в хуторе Крымский, Усть-Донецкий район, Ростовская область. Относится к Семикаракорскому благочинию Волгодонской и Сальской епархии. Выполнен в архитектурном стиле ретроспективизм. Построен в центре поселка Крымский неподалёку от реки Сухой Донец[3]. Православный храм расположен по адресу: пос. Крымский, переулок Рождества, 14[3].